# Севастопольський сільський округ
Севасто́польський сільський округ (каз. Севастополь ауылдық округі, рос. Севастопольский сельский округ) — адміністративна одиниця у складі Сарикольського району Костанайської області Казахстану. Адміністративний центр — село Севастополь.
Населення — 719 осіб (2021; 1848 у 2009, 2812 у 1999, 4223 у 1989).
Станом на 1989 рік існували Ленінградська сільська рада (села Вишньовка, Карашилік, селища Ішимський, Ленінградський) та Севастопольська сільська рада (села Дубинка, Севастополь). Село Ішимське було ліквідоване 2010 року, село Карашилік — 2019 року. 2019 року Ленінградський сільський округ був розділений на Вишньовську сільську адміністрацію та Ленінградську сільську адміністрацію, які одразу увійшли до складу Севастопольського сільського округу.

## Склад
До складу адміністрації входять такі населені пункти:
| Населений пункт     | Старі назви    | Населення, осіб (1989) | Населення, осіб (1999) | Населення, осіб (2009) | Населення, осіб (2021) |
| ------------------- | -------------- | ---------------------- | ---------------------- | ---------------------- | ---------------------- |
| Вишньовка, село     | -              | 385                    | 320                    | 241                    | 56                     |
| Дубинка, село       | -              | 196                    | 199                    | 181                    | 88                     |
| Ішимське, село      | Ішимський      | 64                     | 53                     | 11                     | -                      |
| Карашилік, село     | -              | 292                    | 277                    | 210                    | -                      |
| Ленінградське, село | Ленінградський | 1514                   | 650                    | 355                    | 71                     |
| Севастополь, село   | -              | 1771                   | 1313                   | 850                    | 504                    |